# Hoya bhutanica
Hoya bhutanica — вид вечнозелёных тропических растений семейства ластовневых родом из Бутана.
Этот вид культивируется с 1800-х годов, но еще недостаточно распространён.
Растение имеет длинные овальные зелёные листья средней длины, которые служат фоном для бледно-розовых цветков, собранных в соцветия.